# Maison de prière des vieux croyants de Tartu
La maison de prière des vieux croyants de Tartu (en estonien : Tartu vanausuliste palvemaja) est une église des orthodoxes vieux-croyants à Tartu en Estonie.

## Histoire
La maison de prière des vieux croyants, un mouvement religieux qui s'est séparé de l'Église orthodoxe russe au XVIIe siècle, a été construite en 1862, les offices y ont eu lieu à partir de 1865.
En 1931, un vestibule et un clocher ont été construits selon les plans de l'architecte Anatoly Podchekaev. Pendant la Seconde Guerre mondiale, en 1941, les parties en bois de la salle de prière ont été détruites dans un incendie, et la plupart des icônes créées par Mark Solntsev ont également été détruites.
La maison de prière actuelle a été construite en utilisant les parties en pierre conservées en 1948.
Mais ensuite, le bâtiment a été occupé par le bureau de l'administration des bâtiments.
La congrégation a repris le bâtiment en main en 1955. 
Les vieux-croyants voulaient restaurer complètement la maison de prière, mais les autorités n'ont pas donné leur autorisation.
La maison de prière possède des icônes du XIXe siècle ainsi que des œuvres de peintres d'icônes locaux du XXe siècle. Le service en langue russe a lieu le dimanche à 10 heures.